# آمازون اپ‌استور
آمازون اپ‌استور (انگلیسی: Amazon Appstore) یک فروشگاه برنامه برای سیستم‌عامل اندروید است که توسط آمازون.کام اداره می‌شود. این فروشگاه برای سیستم‌عامل فایر اواس آمازون ساخته شده که در تمام تبلت‌های فایر  بجای گوگل پلی استفاده می‌شود.